# Josman
Josman, pseudonimo di José Nzengo (Vierzon, 28 ottobre 1992), è un rapper francese di origini congolesi e angolane.

## Biografia
José Nzengo è nato e cresciuto a Vierzon, nel dipartimento del Cher, in una famiglia di origini congolesi e angolane. Scopre la cultura hip hop grazie a sua sorella, che gli fa scoprire diversi rapper e cantanti R&B statunitensi.

## Carriera
Inizia a rappare in camera sua nel 2007, su strumentali da lui realizzate, ma è nel 2013 che sale alla ribalta, grazie alla vittoria nella competizione di freestyle End of the Weak. Successivamente partecipa al programma MasterClasse sull'emittente France 4, e viene notato dal rapper Orelsan, che rimane colpito dalla sua attitudine e dalla sua musica.
Nel 2015 pubblica il mixtape di 9 brani Échecs positifs, seguito l'anno successivo da Matrix, con un concept basato sull'omonima serie di film. Tale mixtape gli permette di raggiungere il grande pubblico, grazie anche al successo della traccia Dans le vide. L'anno seguente è la volta di 000$, che ha anch'esso un buon riscontro dal pubblico.
Il 14 dicembre 2018 esce il suo primo album in studio, intitolato J.O.$., successivamente certificato disco di platino, mentre il brano J'aime bien! da esso estratto è certificato diamante. Il 5 marzo 2020 pubblica il secondo album Split, contenente 23 tracce e collaborazioni con Leto, Seth Gueko, Zed, Hamza e Chily.
Dopo aver pubblicato due EP (Mystr J.O.$. e HHHH) nel 2021, il 18 marzo 2022 viene reso disponibile il suo terzo album in studio, dal titolo M.A.N (Black Roses & Lost Feelings), composto da 17 brani, e comprendente ospiti come Guy2Bezbar, Naza e Laylow. Anche questo progetto ottiene un buon successo commerciale. Alla cerimonia di Les Flammes nel maggio 2023 ottiene diversi premi: la Fiamma per la canzone dell'anno e quella per il video musicale dell'anno per il brano Intro, nonché quella per la copertina dell'anno per l'album M.A.N.
Il 28 ottobre 2023 pubblica a sorpresa il mixtape J.000.$, nel giorno del suo trentunesimo compleanno.

## Discografia

### Album in studio
- 2018 – J.O.$.
- 2020 – Split
- 2022 – M.A.N (Black Roses & Lost Feelings)

### Mixtape
- 2015 – Échecs positifs
- 2016 – Matrix
- 2017 – 000$
- 2023 – J.000.$

### EP
- 2015 – Fly Pack
- 2021 – Mystr J.O.$.
- 2021 – HHHH

### Singoli
- 2018 – Loto
- 2018 – Wow
- 2018 – V&V
- 2019 – Factice/Feu.Bi
- 2019 – Bambi
- 2020 – Petite bulle
- 2020 – J'allume
- 2021 – F*cked Up 4
- 2021 – My Love (feat. Tayc)
- 2022 – Ma Lady (con Naza)
- 2023 – Tulum, México (feat. Sofiane Pamart)
- 2024 – Go Go Go (con Jorja Smith)